# Macraes
Macraes est une localité du district de Waitaki, située dans la région d’Otago dans l’ Île du Sud de la Nouvelle-Zélande.

## Situation
La ville siège à 55 km au nord de la cité de Dunedin.
Elle est connue comme une ville de mines, avec une longue histoire d’extraction de l’or.
Les mines de Macraes, qui sont les plus importantes mines d’or du pays  sont à proximité de la ville.

## Toponymie
La ville de Macraes était autrefois connue sous le nom de  "Macraes Flat", et en langage Māori sous le nom d’ "Ōtī",
Le village fut dénommé d’après John McRae, qui vivait dans le secteur à la fin des années 1850 avant que l’or n’y soit découvert.
En 2015, le nom de la ville fut officiellement modifié de ‘Macraes Flat’ en ‘Macraes’ .